# To Bonnie from Delaney
To Bonnie from Delaney es el tercer álbum de la banda de rock estadounidense Delaney & Bonnie and Friends editado en septiembre de 1970. Fue el primer álbum en ser lanzado a través sde Atco/Atlantic (nº catálogo SD 33-341) y el cuarto de su carrera.
El disco llegó al puesto número 58 de la lista Billboard en octubre de 1970, mientras que el sencillo "Soul Shake," también entró en listas. Varias de las canciones del disco ("Living on the Open Road," "The Love of My Man," "Alone Together," "Going Down the Road Feeling Bad") fueron habituales en los conciertos de Delaney and Bonnie, siendo así hasta su ruptura en 1972.
Algunos de los colaboradoes incluyen a Duane Allman, Little Richard, King Curtis y Sneaky Pete Kleinow.

## Lista de canciones
1. "Hard Luck and Troubles"  (Delaney Bramlett) - 2:35
2. "God Knows I Love You"  (Delaney Bramlett, Mac Davis) - 2:46
3. "Lay Down My Burden"  (Steve Bogard, Michael Utley) - 3:35
4. Medley: "Come On In My Kitchen" (Robert Johnson)/"Mama, He Treats Your Daughter Mean" (Herbert Lance, Charles Singleton, John Wallace)/"Goin' Down the Road Feelin' Bad" (Traditional, arr. Delaney Bramlett) - 4:10
5. "The Love of My Man"  (Ed Townsend) - 4:28
6. "They Call It Rock & Roll Music"  (Delaney Bramlett) - 3:33
7. "Soul Shake"  (Margaret Lewis, Myrna Smith) - 3:10
8. "Miss Ann"  (Richard Penniman, Enotris Johnson) - 5:01
9. "Alone Together"  (Delaney Bramlett, Bonnie Bramlett, Bobby Whitlock) - 3:13
10. "Living on the Open Road"  (Delaney Bramlett) - 3:02
11. "Let Me Be Your Man"  (George Soule, Terry Woodford) - 3:20
12. "Free the People"  (Barbara Keith) - 2:47

## Personal
- Delaney Bramlett - guitarra, voz
- Bonnie Bramlett - voz
- Duane Allman - guitarra
- Mike Utley - piano
- Jim Gordon - teclados
- Sneaky Pete Kleinow - steel guitar
- Little Richard - piano
- Jim Dickinson - piano
- Charlie Freeman - guitarra
- Ben Benay - guitarra
- Kenny Gradney - bajo
- Bobby Whitlock - piano
- Ron Tutt - batería
- Sammy Creason - batería
- Jerry Jumonville - saxofón alto
- King Curtis - saxofón tenor
- Darrell Leonard - trompeta, trombón
- Sam Clayton - congas
- Wayne Jackson - trompeta
- Jack Hale - trombón, trompeta
- Alan Estes - conga, percusión
- Jerry Scheff - bajo
- Tommy McClure - bajo
- Ed Logan - saxofón tenor
- Andrew Love - saxofón
- Frank Mayes - saxofón tenor
- Floyd Newman - saxofón barítono

## Producción
- Productor: Tom Dowd
- Ingenieros de sonido: Tom Dowd/Ron Albert/Chuck Kirkpatrick/Don Casale
- Fotografía: Tom Wilkes/Barry Feinstein

- Datos: Q7810870